# 日本ハウジングローン
日本ハウジングローン株式会社（にほんハウジングローン）は、かつて存在した日本の住宅金融専門会社（住専）。バブル崩壊により多額の不良債務を抱えて経営破綻し、1996年に解散。

## 概要
1976年6月23日に設立（本社所在地：東京都千代田区有楽町1丁目7番1号）。住専8社では7番目の設立であった。主な株主は日本興業銀行（現・みずほ銀行）、日本債券信用銀行（現・あおぞら銀行）で、歴代役員には主に上記の2行からOBが派遣されていた。また、1997年の経営破綻時には他に大和證券（現・大和証券グループ本社）、日興證券（現・SMBC日興証券）、山一證券（経営破綻）等が主要株主に名を連ねていた。
1980年代の不動産バブルにより業績を伸ばし、1995年3月時点での融資残高は2兆2500億円余にも達する住専最大手となった。一方で、融資先には問題のある企業も多く、後に経営陣が罪に問われるなど、結果として他の住専に比べて多額の不良債務を抱えることとなった。
1996年、第136回国会において住専法が成立。同法に基づく破綻処理により同社の経営にもメスが入れられることとなり、同年6月26日、回収する見込みのない相手に巨額の無担保融資を行ったとして、元社長らが商法の特別背任罪の容疑で逮捕された。
同日に開かれた株主総会で、経営権を住宅金融債権管理機構へ譲渡して解散することを決議。会社自体の清算は1999年3月17日をもって結了した。

## 破綻後の処理
特別背任の罪で起訴された旧経営陣に対し、後に東京地裁は実刑判決を、東京高裁は執行猶予付きの有罪判決を出している。一方、住宅金融債権管理機構の後身である整理回収機構は旧経営陣に対して総額36億円の支払いを求めて提訴していたが、後に元社長らが全額を弁済することで和解が成立している。